# Utah Eagles
Gli Utah Eagles sono stati una franchigia di pallacanestro della CBA, con sede a Taylorsville, nello Utah.
Parteciparono alla stagione 2006-07, ma fallirono prima della fine della stagione, il 17 febbraio 2007, quando avevano un record di 6-18.

## Stagioni
| Stagione | Lega | Denominazione | V | P  | %    | Piazzamento | Play-off |
| -------- | ---- | ------------- | - | -- | ---- | ----------- | -------- |
| 2006-07  | CBA  | Utah Eagles   | 6 | 18 | 25,0 | 4º          | -        |